# Lebaudy (famiglia)
La famiglia Lebaudy era una famiglia di industriali francesi che costruì la propria fortuna nel settore della raffinazione dello zucchero nel XIX secolo. Tra gli esponenti più noti della famiglia, l'avventuriero Jacques Lebaudy, la matematica e femminista Edmée de La Rochefauld, e per i fratelli Pierre e Paul che diedero considerevole sviluppo alla dirigibilistica francese, realizzando diversi esemplari fra il 1902 ed il 1911.
Le origini della famiglia risalgono al villaggio di Ebaudière, sito nel comune di Bernières-le-Patry, dipartimento del Calvados nella regione della Bassa Normandia. Il nome della famiglia si è evoluto nel corso dei secoli: Esbaudey, Esbaudy, Lesbaudy, Lebaudy.

## Membri della famiglia
Tra i più noti esponenti della famiglia Lebaudy:
- Gustave Lebaudy: deputato all'Assemblée Nazionale, dal 1876 al 1888, per la circoscrizione del dipartimento di Seine-et-Oise
- Pierre Lebaudy e Joseph Marie Pierre Lebaudy, che assieme al progettista Henry Julliot divennero i principali costruttori di dirigibili semirigidi francesi prima della prima guerra mondiale.
- Amicie Piou, in Lebaudy: moglie di Jules Lebaudy, figlia di Constance Piou e sorella di Jacques Piou. Attiva nel sociale, tra le sue donazioni si ricorda quella per la costruzione del faro di Kéreon. Fu anche autrice di libri sul giansenismo con lo pseudonimo di Guillaume Dall.
- Max Lebaudy, figlio di Amicie e Jules. Protagonista di uno scandalo che coinvolse l'esercito francese intorno al 1890, dopo essere chiamato in servizio nonostante una grave malattia.
- Jacques Lebaudy, fratello di Max. Noto come avventuriero per aver tentato di fondare L'impero del Sahara
- Edmée de La Rochefauld, nipote di Jules Lebaudy. Matematica e femminista.